# Klasztor St. Aloysiusstift

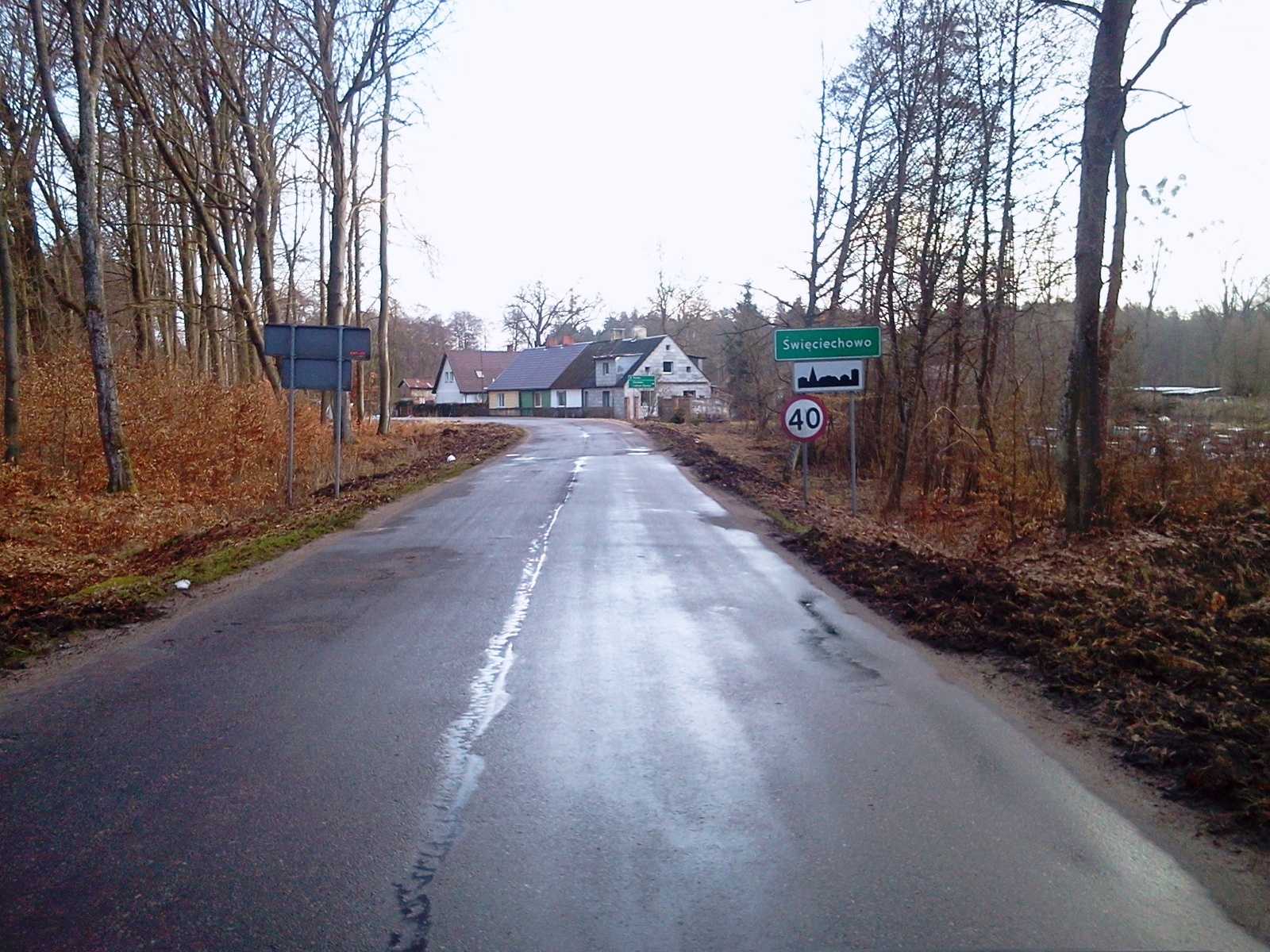
Grünhoff (Święciechowo)

Klasztor St. Aloysiusstift (St. Aloysius-Stift) – założony w 1857 w Grünhoff przez Ludolpha von Beckedorffa, podległy   biskupom wrocławskim, pierwszy na Pomorzu Zachodnim żeński klasztor katolicki od czasu reformacji i po przyjęciu na Sejmiku trzebiatowskim luteranizmu jako religii panującej na Pomorzu i drugi, po kaplicy na Zamku Książąt Pomorskich w Szczecinie w II poł. XIX w. najważniejszy ośrodek życia religijnego katolików w Prusach, a następnie w Niemczech.
Klasztor istniał do roku 1945, do wkroczenia Armii Czerwonej, która zajęła zespół klasztorny zdewastowała i spaliła (9/10.03.1945, bez kościoła), a całkowicie rozebrany został w roku 1954 wraz z kościołem. Tylko niewielka liczba sióstr, dzieci, młodzieży i starców z sierocińca, szkoły, szpitala i domu starców ocalała po wkroczeniu Armii Czerwonej, tylko ci co zdołali uciec (ocalałe siostry wysiedlono w 1946), a część dzieci i sióstr ewakuowano wcześniej, bez dzieci z ograniczoną sprawnością umysłową lub fizyczną i starców z których część mogła spłonąć żywcem. Część Sióstr Boromeuszek mogła zginąć śmiercią męczeńską na miejscu i w Kołobrzegu, część sióstr wraz z częścią dzieci i młodzieży z sierocińca oraz trudną do ustalenia liczbą innymi dzieci i młodzieży, pozostawionych bez opieki lub podejrzanych o aktywny udział w HJ lub BDM (dla dziewcząt) z terenu Powiatu Regenwalde zostały wywiezione wagonami na Sybir (mogli zabrać tylko koc) i tylko nieliczni powrócili w latach 50. do rodzin odnalezionych w NRD. Część Sióstr Boromeuszek zmarła w latach 1945-47 na skutek chorób, urazów fizycznych i psychicznych odniesionych po wkroczeniu Armii Czerwonej. Dyrektor ośrodka ksiądz Wilhelm Book zmarł w 1945 roku na Syberii.
Dla uczczenia pamięci męczeńskiej śmierci Sióstr Boromeuszek z Grünhoff, Sanktuarium Matki Bożej Niepokalanej w Resku, gdzie znajduje się ocalały z klasztoru obraz „Matki Bożej Niepokalanej Dziewicy”, organizuje pielgrzymki.

## Rys historyczny
Założycielem klasztoru był Ludolph von Beckedorff (1778—1858), pruski urzędnik, nauczyciel i lekarz, który nawrócony na katolicyzm został odsunięty od służby cywilnej za odmowę od 1815 realizacji planów Fryderyka Wilhelma III zmierzających do złączenia Kościołów pod jednym zarządem państwowym. Opuszcza Berlin i osiada w Święciechowie, gdzie nabył od Ernsta von Bülowa z Kummerow, majątek Grünhoff, należący wcześniej do rodziny Borcke, na której gospodarzył i zbudował w 1831 cukrownię. W roku 1857 założył klasztor i Fundację św. Alojzego Gonzagi przekazując na ten cel oszczędności, 26 mórg pól i budynki, oraz stawy, ogrody, szklarnie i budynki gospodarcze. Rezydentkami zespołu klasztornego były początkowo Siostry Szkolne, a od roku 1861  Siostry Boromeuszki z Trzebnicy w liczbie 20–30 sióstr. W latach 1870/71 w czasie wojny francusko-pruskiej dwie (w Czechach), a następnie 4 siostry z Klasztoru były sanitariuszkami.
Fundacja ta zakłada podobne katolickie sierocińce w Stralsundzie (1862) i w Szczecinie (1867). W skład zespołu klasztornego wchodziła kaplica domowa (od 1852) potem pogrzebowa (1855, kamień węgielny, 1859 święcenia), plebania (1885), a następnie zbudowany w 1884 kościół neogotycki, od 1857 zakład dla sierot na 100-150 wychowanków, pierwszy w powiecie szpital (1857, na 15 łóżek), którym opiekowali się od 1882 lekarze z rodziny Arndt wraz z założonym w 1914 domem starców, pensja, nową wybudowano w 1884, którą przekształcono w roku 1927 na szkołę gospodarstwa domowego z internatem dla dziewcząt (14-20 letnich, nowy budynek w 1896). Pożary w latach 1874, 1888, 1938 oraz Kulturkampf spowodowały znaczne osłabienie działalności klasztoru i Fundacji. Pod koniec XIX w. powstała w Grünhoff parafia misyjna, która początkowo liczyła ok. 150 katolików, w 1925 dwa razy więcej, a przed wybuchem wojny ponad 450 wiernych. Na msze tutaj odprawiane przybywali polscy pracownicy sezonowi i polscy robotnicy przymusowi.
W 1927 w Grünhoff odbył się „3 Pomorski Dzień Katolicki” (Pommersche Katholikentag).

## Historia księży w Grünhoff
W Grünhoff posługiwali następujący księża:
- 1828 – pierwszym kapłanem jest van Rossum z Kleve[10], pierwszy katolicki ksiądz na Pomorzu poza Szczecinem, opiekun synów Ludolpha von Beckedorffa z których Friedrich (1818-1893) został później generałem[11]
- 1851 – ksiądz Josef Henke z Berlina
- 1852 – kapłanem w ośrodku jest Julius Schubert
- 1855 – ksiądz Wilhelm Krätzig (zm. 1904 w Pasewalku), budowniczy kościoła, miał pierwszą posługę w Regenwalde po 300. latach reformacji, w domu nawróconego sędziego okręgowego Teuto, w 1903 ksiądz Wilhelm obchodził 50. lat kapłaństwa. Za jego posługiwania w Powiecie Regenwalde było 133. katolików, 10. w Łobzie, 8. w Płotach i 115 na wsiach[12]
- 1856 – ksiądz Joseph Gottwald ((1832-1916), wyświęcony w 1856) od 1856 w Grünhoff jako kapelan domowy, od 1860 opiekun sierocińca[13], przez 54 lata posługiwał w Grünhoff, prowadził kronikę
- 1914 – ksiądz Arthur Gabiersch, założył Zgromadzenie Maryjne, Towarzystwo Różańcowe i przeprowadził pierwsze procesje Bożego Ciała na zewnątrz Klasztoru, regularnie posługiwał dla katolików w kościele w Resku, nauczał co miesiąc religii w Regenwalde, Geiglitz i Friedrichsgnade, zabiegał o zbudowanie kaplicy dla katolików w Resku[14]
- 1918 – ksiądz dr Josef Jusek (zm. w 1960), jawny przeciwnik nazizmu
- 1928 – proboszczem i dyrektorem ośrodka został Ernst Daniel, studiował teologię we Wrocławiu, w 1941 został prorektorem w Szczecinie
- 1941 – ksiądz Wilhelm Book ((1901–1945), zesłany w 1945 na Sybir wraz z trudną do ustalenia liczbą osób dorosłych z terenu Powiatu Regenwalde, ocalałych dezerterów lub jeńców, osób podejrzanych o aktywną działalność w Werwolfie, NSDAP lub zajmujących kierownicze stanowiska w aparacie partyjnym lub administracyjnym[15].

## Historia Sióstr Przełożonych z Grünhoff
Lista Sióstr Przełożonych z Grünhoff,:
- 1857-61, siostra Eugenie, Siostra Szkolna Notre Dame, dyplomowana nauczycielka, reguła zakonna ograniczała ją do nauczania tylko dziewcząt
- 1861-86, Maria Nepomucena Beck (zm. 1884), pierwsza Boromeuszka
- 1886-88, siostra Klara Kirschke
- 1888-1901, siostra Ursulina Greulich, muzyk
- 1901-06, siostra Alana Büssow (zm. 1906)
- 1906-14, siostra Ursulina Greulich (zm. 1914)
- 1915-21, siostra Nepomucena Kasper
- 1921-27, siostra Seraphica Braun
- 1933-34, siostra Carina Kiera
- 1934-41, siostra Leonardine Koberling
- 1941-42, siostra Clara Lammert
- 1942-45, siostra Olga Michalik, prowadziła dziennik

## Statystyki dzieci i sióstr w Grünhoff
Liczba dzieci, sióstr, nauczycieli i innych osób w ośrodku zmieniała się następująco:
- 1857 – w ośrodku jest po otwarciu 4. dzieci, następnie 12, sióstr 2
- 1958 – w ośrodku jest 28 podopiecznych
- 1860 – liczba dzieci wzrosła do 31
- 1861 – w ośrodku są 3 zakonnice
- 1864 – po Wojnie duńskiej sierociniec przyjął dodatkowo 12 sierot po żołnierzach poległych w walce (z polecenia Królowej Augusty), jest 7 sióstr i 75 podopiecznych
- 1867 – jest 93 dzieci
- 1869 – w ośrodku 95 dzieci i młodzieży
- 1874 – 100 podopiecznych
- 1915 – 165 dzieci
- 1916 – są 22 zakonnice, 3 nauczycielki i 165 podopiecznych
- 1921`- 24 siostry, 5 nauczycielek 164 dzieci
- 1924 – w sierocińcu jest 193 dzieci
- 1938 – 24 siostry, 4-7 nauczycielek, 106 podopiecznych, 22 uczennic gospodarstwa domowego, 62 uczniów chłopców, 54 uczennic, 10 starców
- 1939 – do ośrodka skierowano dodatkowo 150-180 dzieci z NSV (Nationalsozialistische Volkswohlfahrt), mieli własną kadrę nauczycielską i pielęgniarską
- 1940 – zamknięto katolickie sierocińce w Stralsundzie i Greifswaldzie, a dzieci przeniesiono do Grünhoff
- 1941 – 36 sióstr
- 1944 – do Kołobrzegu wysłano 8-10 sióstr, część wróciła w 1945 do Grünhoff
- marzec 1945 – 15 sióstr, 6 dziewczyn, 25 starców i 2 rodziny, znaczną część dzieci ewakuowano tuż przed wkroczeniem Armii Czerwonej.

## Księża i inne osoby współpracujące z Ludolphem  von Beckedorffem, klasztorem lub Fundacją im. św. Alojzego Gonzagi
Księża i osoby współpracujące:
- bp Johann Michael von Sailer z Regensburga (1751—1832), w roku 1827 przyjął konwersję Ludolpha  von Beckedorffa
- Heinrich Förster, biskup wrocławski, darczyńca kościoła
- Eduard Müller, inicjator utworzenia zakładu dla sierot w Grünhoff
- Od 1882 w szpitalu, III pokolenia reskich lekarzy z rodziny Arndt, wcześniej lekarz osobisty rodziny Beckedorff
- Ernst Daniel (1896—1975), dyrektor ośrodka, w latach 1928-1941 posługiwał w Grünhoff i okolicznych wsiach, odprawiał msze święte w języku polskim dla robotników przymusowych, autor tekstów w Heimatkreiskalender Kreis Regenwalde. Represjonowany przez gestapo, aresztowany w lutym 1943 roku i skazany na cztery lata więzienia[22]
- dr Josef Stracke, w latach 1945-46 odprawiał msze, udzielał ślubów, chrzcił i święcił kościoły protestanckie na katolickie[23][24]
- Paul Bartsch, msze dla Polaków
- Maria von Bismarck i Herbert Rudolf von Bismarck, Kościół Wyznający, darczyńcy
- dr Bernhard Steffen, Kościół Wyznający, superintendent, wysiedlony w 1946
- dr Ernst Jungklaus, pastor z Regenwalde
- Johannes Treichel, Łobez, superintendent, autor tekstów w Heimatkreiskalender Kreis Regenwalde o klasztorze.